# Općina Gornja Radgona
Općina Gornja Radgona (slo.:Občina Gornja Radgona) je općina u sjeveroistočnoj Sloveniji u pokrajini Štajerskoj i statističkoj regiji Pomurje. Središte općine je naselje Gornja Radgona s 3.529 stanovnika.

## Zemljopis
Općina Gornja Radgona nalazi se u sjeveroistočnom dijelu Slovenije, u slovenskome dijelu Štajerske. Sjeverna granica općine je i državna granica prema Austriji. Veći dio područja općine pripada istočnim Slovenskim Goricama, brdskom kraju poznatom po vinogradarstvu i vinarstvu. Manji, istočni nalazi se u dolini rijeke Mure.
U općini vlada umjereno kontinentalna klima.
Najznačajniji vodotok u općini je rijeka Mura, koja je istovremeno i granica prema Austriji. Ostali vodotoci su mali i njeni su pritoci.

## Naselja u općini
Aženski Vrh, Črešnjevci, Gornja Radgona, Gornji Ivanjci, Hercegovščak, Ivanjski Vrh, Ivanjševci ob Ščavnici, Ivanjševski Vrh, Kunova, Lastomerci, Lokavci, Lomanoše, Mele, Negova, Norički Vrh, Očeslavci, Orehovci, Orehovski Vrh, Plitvički Vrh, Podgrad, Police, Ptujska Cesta, Radvenci, Rodmošci, Spodnja Ščavnica, Spodnji Ivanjci, Stavešinci, Stavešinski Vrh, Zagajski Vrh, Zbigovci

## Vanjske poveznice
- Službena stranica općine